# The Lost Vikings
The Lost Vikings är ett plattformsspel från 1992, ursprungligen släppt till TV-spelkonsolen Super Nintendo. Det utvecklades av Blizzard Entertainment (då under namnet Silicon & Synapse) och släpptes av Interplay Entertainment. Det har en uppföljare, Lost Vikings 2.

## Handling
I spelet följer man de tre vikingarna Erik, Baleog och Olaf, som blir kidnappade av utomjordingen Tomator och bortförda från Jorden i en rymdfarkost. Ytterligare världar de besöker under sin resa är dinosauråldern, Egypten, ett godisland med flera.

## Förmågor
De tre vikingarna har en livsmätare på tre liv var, som de kan förlora genom att bli attackerade av fiender eller genom att falla från höga höjder. De kan också plocka upp och använda olika föremål, bland annat nycklar, bomber och mat som återställer liv. Var och en av vikingarna har en unik uppsättning förmågor:
- Erik kan springa snabbare än de andra två, hoppa samt stånga sönder vissa väggar och fiender med sin hjälm.
- Baleog kan döda fiender antingen med sitt svärd (på nära håll) eller med sin båge (på avstånd; bågen har obegränsat antal pilar). Bågen kan även användas till att aktivera knappar eller spakar från avstånd.
- Olaf kan blockera attacker från fiender och deras projektiler med sin sköld. Skölden kan också användas som en fallskärm för att falla långsammare från plattformar eller som en språngbräda för Erik, som då kan hoppa upp på skölden och nå högre höjder.

## Utveckling
När spelet var under utveckling fanns ursprungligen ungefär 100 vikingar, med olika förmågor, att styra vilket senare minskades till fem, sedan fyra och slutligen tre karaktärer.

## Framträdanden i andra spel
De tre vikingarna finns även med i spelet World of Warcraft i form av bossar inuti en grotta vid namn Uldaman. Där heter de Erik "The Swift", Baleog och Olaf. Olaf förekommer även som dold figur i spelet Rock N' Roll Racing. I Starcraft II: Wings of Liberty finns ett arkadspel som heter Lost Viking. I spelet Heroes of the Storm kan man spela som "The Lost Vikings".

### Fotnoter
1. ↑  Jonas Mäki (28 maj 2003). ”The Lost Vikings”. Gamereactor. https://www.gamereactor.se/recensioner/305/The+Lost+Vikings/. Läst 5 juni 2017.
2. ↑  Thomas Petersson (5 december 2016). ”Hela historien om Blizzards alla PC-spel: del 1”. PC Games. Arkiverad från originalet den 24 oktober 2018. https://web.archive.org/web/20181024040820/https://www.pcgamer.se/2016/12/the-complete-history-of-blizzard-games-on-pc/. Läst 22 juni 2017.